# La Pelota vasca. La piel contra la piedra
La Pelota vasca. La piel contra la piedra (spanisch für: "Das baskische Pelota. Leder gegen Stein") ist ein Dokumentarfilm des Regisseurs Julio Medem, der sich mit dem spanisch-baskischen Konflikt auseinandersetzt. 
Er besteht aus einer unkommentierten Aneinanderreihung zahlreicher Interviews, die mit Politikern, Schriftstellern und Künstlern vornehmlich aus dem Baskenland geführt wurden. Das erklärte Ziel des Films ist eine Darstellung der Sichtweisen aller Konfliktbeteiligten. Da jedoch weder Vertreter der ETA noch der spanischen Partido Popular bereit waren, an dem Film mitzuwirken, wurde dem Film mangelnde Darstellung der extremen Positionen vorgeworfen.
Der Titel des Films bezieht sich auf das baskische Ballspiel Pelota.
Der Film verwendet Ausschnitte aus dem Videotagebuch Around The World With Orson Welles aus dem Jahre 1955. Iñaki Ezquerra und Gotzone Mora beide Mitglieder des Diskussionsforums Ermua Forum forderten Medem später auf, Interviews, die er mit ihnen geführt hatte aus dem Film zu entfernen. Sie warfen ihm vor, dass er Mitglieder der Guardia Civil als Folterer und ETA-Mitglieder als Opfer darstelle. Medem kam dem nicht nach. Auf der 7-Stunden-Edition erschienen die Interviews jedoch nicht. 

## Auszeichnungen
- Filmpreis Goya 2004, nominiert als Bester Dokumentarfilm
- Europäischer Filmpreis 2004, nominiert als Bester Dokumentarfilm
- Cartagena Film Festival 2004, nominiert als Bester Film